# الجزيرة العائمة
الجزيرة العائمة (بالفرنسية: L'Île à hélice)‏، (بالإنجليزية: Propeller Island)‏ رواية من تأليف الروائي جول فيرن صدرت عام 1895.